# 梁明
梁 明（りょう あきら、1967年10月20日 - ）は、東京都出身のオートバイ・ロードレースライダー。2001年全日本ロードレース選手権スーパーバイクチャンピオン。
プライベートチーム阪神ライディングスクール時代、並居るワークス勢を抑えての全日本スーパーバイク初優勝などの活躍により、ワークスイーターとして知られる。その後1996年よりカワサキ、1998年よりスズキのワークスライダーとして活躍。2002年に始まったロードレース世界選手権MotoGPクラスの開幕戦日本グランプリ・鈴鹿でスズキGSV-Rで2位表彰台獲得。2004年にスズキレーシングアドバイザー就任。

## 戦歴
- 1984年 - ロードレースデビュー
- 1991年 - 国際A級昇格

全日本ロードレース選手権TT-F3 ランキング4位（チームグリーン）
- 1992年 - 全日本ロードレース選手権TT-F1 ランキング19位（阪神ライディングスクール）

鈴鹿8時間耐久ロードレース42位（佐藤学身）
- 1993年 - 全日本ロードレース選手権TT-F1 ランキング9位（阪神ライディングスクール）

鈴鹿8時間耐久ロードレースリタイヤ（トレバー・ジョーダン）
- 1994年 - 全日本ロードレース選手権スーパーバイク ランキング8位（1勝／阪神ライディングスクール）

鈴鹿8時間耐久ロードレース12位（トレバー・ジョーダン）
- 1995年 - 全日本ロードレース選手権スーパーバイク ランキング9位（阪神ライディングスクール）

鈴鹿8時間耐久ロードレースリタイヤ（鶴田竜二）
- 1996年 - 全日本ロードレース選手権スーパーバイク ランキング2位（KRT）

鈴鹿8時間耐久ロードレース4位（塚本昭一／ZX-7RR）
- 1997年 - 全日本ロードレース選手権スーパーバイク ランキング6位（KRT）

鈴鹿8時間耐久ロードレース3位（武石伸也／ラッキーストライク・カワサキ／ZX-7RR）
- 1998年 - 全日本ロードレース選手権スーパーバイク ランキング6位（1勝:SUGO／チームスズキ／GSX-R750）

鈴鹿8時間耐久ロードレース11位（北川圭一／チームスズキ／GSX-R750）
- 1999年 - 全日本ロードレース選手権スーパーバイク ランキング2位（3勝:SUGO×2、TI／チームスズキ／GSX-R750）

スーパーバイク世界選手権日本大会 ヒート優勝
鈴鹿8時間耐久ロードレースリタイヤ（北川圭一／チームスズキ／GSX-R750）
- 2000年 - 全日本ロードレース選手権スーパーバイク ランキング2位（3勝:鈴鹿、SUGO×2／チームスズキ／GSX-R750）

鈴鹿8時間耐久ロードレース2位（北川圭一／チームスズキ／GSX-R750）
ロードレース世界選手権日本GP 10位（RGV-γ）
- 2001年 - 全日本ロードレース選手権スーパーバイク チャンピオン（3勝:筑波、もてぎ、MINE／チームスズキ／GSX-R750）

鈴鹿8時間耐久ロードレース3位（加賀山就臣、渡辺篤／チームスズキ／GSX-R750）
- 2002年 - 全日本ロードレース選手権プロトタイプ参戦（チームスズキ／GSV-R）

ロードレース世界選手権MotoGP （スポット参戦、日本（鈴鹿）で2位／GSV-R）
鈴鹿8時間耐久ロードレースリタイヤ（加賀山就臣／チームスズキ／GSX-R750）
- 2003年 - ロードレース世界選手権MotoGP ランキング24位（スポット参戦／スズキ／GSV-R）
- 2004年 - スズキレースアドバイザー就任